# Slaget vid Lälitz
Slaget vid Lälitz var ett fältslag under Karl X Gustavs ryska krig 1657 mellan ryska och svenska styrkor i byn Lälitz i Jama län i Svenska Ingermanland. Den underlägsna svenska styrkan vann och lyckades slå tillbaka det ryska anfallet.

## Bakgrund
När Gustaf Evertsson Horn fick reda på att en rysk styrka hade planer på att överraska den svenska armén, beordrade han kaptenlöjtnant Henrik Wollmar Buck att istället överraska den ryska styrkan.

## Slaget
Bucks styrka, som endast bestod av cirka 150 man, anlände till byn Lälitz den 16 juli. Tidigt nästa morgon upptäcktes den ryska styrka som var på väg mot byn. En passage låg framför de svenska positionerna, och största delen av den ryska styrkan stannade bakom den. Totalt bestod den ryska styrka av ungefär 1 600 eller 2 000 man, varav 1 000 var streltser, 400 bojarer och resten kosacker och bönder.
Bojarerna, som utgjorde förtruppen, ryckte fram över passet. Bakom dem följde 200 streltser och 200 kosacker. När dessa trupper hade passerat, väntade de på det svenska anfallet. Bojarerna stod på den högra flanken, kosackerna på den vänstra, och infanteriet i mitten.
När han såg detta uppmanade Buck sina soldater att strida som "hederliga soldater" och beordrade omedelbart till attack. Redan vid den första striden retirerade ryssarna till huvudstyrkan, medan deras skott tvingade tillbaka svenskarna, som var tätt följda av ryssarna. Denna manöver upprepades tre gånger.
Till slut lyckades svenskarna omringa ett av de ryska kompanierna med två truppavdelningar som blockerade deras reträtt över passet. De flesta av de ryska soldaterna i detta kompani blev nedhuggna. Den ryska styrkan drog sig tillbaka till en närliggande skog, medan svenskarna fortsatte att störa dem på flankerna och bakifrån. Den ryske befälhavaren blev dödligt sårad.

### Förluster
När slaget var över hade 100 ryssar stupat, och på den svenska sidan hade en kvartermästare dött efter striden. Tre löjtnanter, tre korpraler, tio ryttare och tre dragoner hade också skadats på den svenska sidan.

## Efterspel
Trots skillnaden i styrka mellan de båda arméstyrkorna lyckades svenskarna tvinga bort ryssarna från slagfältet.